# Теди Пендърграс
Тиодор Ди Рийзе Пендърграс, придобил известност само като Теди Пендърграс, е американски ритъм енд блус и соул певец и автор на песни.
Отначало се прочува като фронтмен на Харолд Мелвин Енд Блу Ноутс през 70-те, след което предприема солова кариера в края на десетилетието.
Получава сериозни контузии в резултат на автомобилна катастрофа във Филаделфия, което води до неговата парализа от гръдния кош надолу. След контузията основава фондация „Теди Пендърграс Алаянс“, посветена на борбата с трамвите по гръбначния стълб. Пендърграс отбелязва 25-годишнината след контузията на гръбначния стълб с бенефисния концерт „Теди 25 – Честване на живота“ в Кимъл Сентър във Филаделфия.
Последното му изпълнение е на специално предаване за PBS в казино Боргата в Атлантик Сити през ноември 2008 г.